# Heike Baehrens

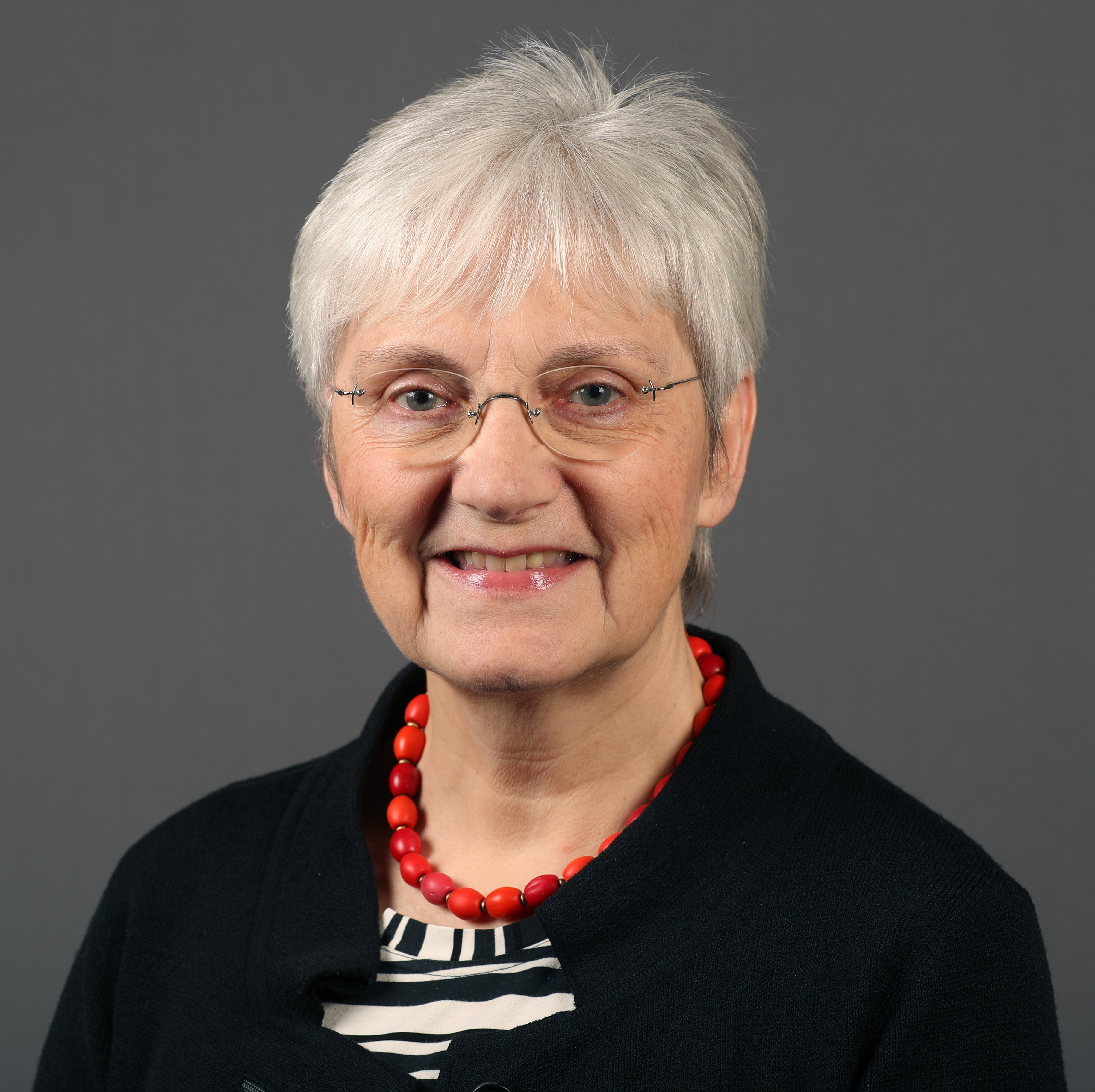
Heike Baehrens (2020)

Heike Baehrens (* 21. September 1955 in Bevern) ist eine deutsche Religionspädagogin, Diakonin und Politikerin (SPD). Von 2013 bis 2025 war sie Mitglied des Deutschen Bundestages.

## Leben
Nach einer Ausbildung zur Bankkauffrau studierte Heike Baehrens Religionspädagogik. Sie arbeitete als Diakonin in verschiedenen kirchlichen und sozialen Arbeitsfeldern wie Gemeindearbeit und Schulsozialarbeit sowie Familien- und Erwachsenenbildung. Von 1996 bis 2013 war sie Geschäftsführerin im Diakonischen Werk Württemberg, von 2002 bis 2013 Mitglied im hauptamtlichen Vorstand für die sozialpolitischen Arbeitsfelder und Stellvertreterin des Vorstandsvorsitzenden. Als Kirchenrätin war sie Stellvertreterin des Vorstandsvorsitzenden im Kollegium des Oberkirchenrats der evangelischen Landeskirche in Württemberg. Sie ist seit 1977 verheiratet, hat zwei erwachsene Töchter und fünf Enkelkinder.

## Politische Laufbahn
Heike Baehrens trat 1988 in die SPD ein. Von 1989 bis 1996 gehörte sie dem Stuttgarter Gemeinderat an. Dort war sie zunächst jugend- und sozialpolitische Sprecherin der SPD-Fraktion. Von 1992 bis 1996 war sie stellvertretende Vorsitzende der SPD-Fraktion im Stuttgarter Gemeinderat. Bei der Bundestagswahl 2013 zog sie erstmals über die SPD-Landesliste Baden-Württemberg für den Bundestagswahlkreis Göppingen in den Deutschen Bundestag ein. Bei den Bundestagswahlen 2017 und 2021 wurde sie wiedergewählt. Im April 2024 gab Baehrens bekannt, bei der Bundestagswahl 2025 nicht erneut kandidieren zu wollen.
Baehrens war im 18., 19. und 20. Deutschen Bundestag ordentliches Mitglied im Ausschuss für Gesundheit und stellvertretendes Mitglied im Ausschuss für Arbeit und Soziales. Im 19. Deutschen Bundestag war sie zudem stellvertretendes Mitglied im Ausschuss für wirtschaftliche Zusammenarbeit und Entwicklung. Von 2018 bis 2021 war sie Pflegebeauftragte der SPD-Bundestagsfraktion, Vorsitzende des Unterausschusses für Globale Gesundheit, stellvertretende Sprecherin der Landesgruppe Baden-Württemberg sowie stellvertretende Sprecherin der Arbeitsgruppe Gesundheit. In diesen Jahren war sie zudem stellvertretende Vorsitzende der Deutsch-Koreanischen Parlamentariergruppe, seit Beginn der 20. Wahlperiode deren Vorsitzende. In der 20. Wahlperiode wurde Heike Baehrens zur gesundheitspolitischen Sprecherin der SPD-Bundestagsfraktion gewählt.
Für ihren Einsatz im Kampf gegen vernachlässigte Tropenkrankheiten erhielt Heike Baehrens 2020 den Memento-Preis.
Seit Mai 2016 ist Heike Baehrens ehrenamtliche Vorsitzende des Kreisbehindertenrings Göppingen. Sie war Mitglied in der Sozialkammer der Evangelischen Kirche in Deutschland. Zudem ist sie Mitglied bei der Arbeiterwohlfahrt (AWO), der Deutsch-Koreanischen Gesellschaft, dem Theaterhausverein Stuttgart, TTC Stuttgart, VfB Stuttgart sowie beim VfB-Stuttgart-Fanclub. Heike Baehrens war Mitherausgeberin der Zeitschrift Berliner Republik.